# حازم حربا
حازم حربا (1970-)، لاعب كرة قدم سوري سابق، لعب لمنتخب سوريا الوطني لكرة القدم.
لعب معظم مسيرته في نادي أمية وتشرين، وفاز بالدوري السوري الممتاز مع تشرين عام 1997.